# Pyramiden
Pyramiden (rusky Пирамида) je osada na Špicberkách, od roku 1998 bez stálého osídlení. Leží v zálivu Billefjorden přes 50 km severovýchodně od hlavního města Longyearbyen. Založili ji roku 1910 Švédové a pojmenovali podle stupňovité podoby nedaleké hory. Roku 1927 ji od Švédů odkoupili Sověti a začali v jejím okolí těžit uhlí na základě Špicberské dohody. V dobách největší slávy měl Pyramiden přes tisíc obyvatel, firma Arktikugol zde vybudovala obytné domy v socrealistickém stylu i kulturní a sportovní zařízení. Těžba však postupně přestávala být rentabilní a v lednu 1998 bylo rozhodnuto o evakuaci města. Ta proběhla tak rychle, aby obyvatelé stihli odjezd lodi, že většina mobiliáře zůstala na místě. Proto je Pyramiden cílem mnoha turistických výprav, které si prohlížejí sovětskou architekturu v zakonzervované podobě. Ve městě je možno vidět nejsevernější Leninovu sochu na světě nebo nejsevernější klavír na světě, zvaný Rudý říjen. Návštěvníkům slouží místní hotel, jehož personál je v současnosti jedinými obyvateli města. Poblíž města, zhruba 5 km severovýchodně, se nachází terénní stanice České arktické výzkumné stanice Josefa Svobody.
V roce 2023 představilo Rusko své plány přivést zakonzervované město zpět k životu vytvořením moderního výzkumného komplexu. Vědecké centrum se má zabývat klimatickým a biologickým výzkumem, ekologií a také historickým a kulturním výzkumem.